# Deloli
Deloli fou un estat tributari protegit de l'agència de Mahi Kantha a la presidència de Bombai. Estava format per un sol poble, Deloli, amb 800 habitants el 1901. Els seus ingressos s'estimaven en 3.095 rúpies el 1900, pagant un tribut de 256 rúpies al Gaikwar de Baroda. El thakur de Deloli era a més a més copríncep de Santhal i de Gokalpura.